# 福希頓 (阿拉巴馬州)
福希頓（英語：Fosheeton）是位於美國阿拉巴馬州塔拉普薩縣的一個非建制地區。該地的面積和人口皆未知。

## 地理
福希頓的座標為32°59′52″N 85°49′37″W / 32.99778°N 85.82694°W，而該地的平均海拔高度為226米（即741英尺）。